# 緑茶ハイ
緑茶ハイ（りょくちゃハイ）とはカクテルの一種で、焼酎等のスピリッツを緑茶で割ったアルコール飲料のこと。ハイボールなどとは異なり、炭酸は含まれない。さっぱりとした風味を有しており、様々な料理と合わせやすい。

## 概要
焼酎等のスピリッツを緑茶で割ったものであるが、銘柄や分量には明確な基準がなく、製法や商品によって多岐にわたる。三和酒類の実施した調査によれば、使用する焼酎としては男女ともに麦焼酎が55％と最も多く、次いで甲類焼酎が31％との回答であった。また、同調査では緑茶ハイを冷やして飲むとの回答が7割程度であるなど冷温で供されることが多い一方で、常温や温めて飲むとの回答もあるなど、常に冷温で飲用されるとは限らない。特に静岡県や関東圏では人気メニューとして広く親しまれている一方で、関西圏では関東圏ほどは普及していない。

## 名称
緑茶ハイ以外の名称として「緑茶割り」があるほか、茶の生産が盛んな静岡県では「静岡割り」と称されることもある。名称中にある「ハイ」はハイボールの意であり、ハイボールとは主に炭酸水割りに対する呼称であるが、製法に忠実な「焼酎の緑茶割り」の呼称は冗長であるため、「緑茶ハイ」と呼ばれるようになった。なお、一般には「お茶割り」との呼称は専ら類似飲料であるウーロンハイを指すものであり、緑茶ハイは含まれない。

## 市販品
近年では市販の缶入り緑茶ハイの種類が増えつつあり、宝酒造やアサヒビールなどの酒造メーカーが発売している。標準的な緑茶ハイに加えて、カテキン含有量を2倍にしたものや、抹茶や玉露を使ったものなど、多種多様な商品が販売されている。

## 栄養素
緑茶ハイの原材料となる緑茶と焼酎はどちらも糖質が含まないほか、緑茶が含有している茶カテキンは脂肪燃焼効果を有しているため、血糖値の急激な上昇を抑制する効果があるとする指摘もある。

## 記念日
2024年（令和6年）、山城物産は8月1日を「緑茶ハイを楽しむ日」と認定した。8月1日が選定された理由として、8月1日＝ハイという語呂合わせに基づくほか、同日が「お茶の日」である5月1日と「焼酎の日」である11月1日の中間に位置し、「割る」という緑茶ハイの特徴に通じることが挙げられている。